# Neue Bach-Ausgabe
La Neue Bach-Ausgabe (Nueva Edición de Bach) es la segunda edición completa de las obras de Johann Sebastian Bach, publicada por Bärenreiter. El nombre está abreviado de Johann Sebastian Bach: Neue Ausgabe sämtlicher Werke (Johann Sebastian Bach: Nueva edición de las obras completas). Es una edición histórico-crítica (en alemán: historisch-kritische Ausgabe) de las obras completas de Bach para el Johann-Sebastian-Bach-Institut Göttingen y el Bach-Archiv Leipzig.
Cuando murió Bach, la mayoría de su obra estaba inédita. La primera edición completa de la música de Bach fue publicada en la segunda mitad del siglo XIX por la Bach Gesellschaft. La segunda edición completa incluye algunos descubrimientos que se hicieron desde 1900, pero hay relativamente pocas de tales partituras. La importancia de la NBA radica más por la inclusión de una beca. A pesar de que la NBA es una edición urtext más que una edición de facsímil, incluye muchos facsímiles de los manuscritos de Bach.

## Contenido
La edición consta de ocho series 96 Notenbände (volúmenes de música), además de Kritische Berichte (informes críticos) y Supplementbände (volúmenes suplementarios):
I. Cantatas (47 volúmenes)
II. Misas, pasiones, oratorios (12 volúmenes)
III. Motetes, corales, Lieder (4 volúmenes)
IV. Obras para órgano (11 volúmenes)
V. Obras para teclado y obras para laúd (14 volúmenes)
VI. Música de cuarto (5 volúmenes)
VII. Obras orquestales (7 volúmenes)
VIII. Cánones, Ofrenda Musical, El arte de la fuga (3 volúmenes)
IX. Addenda (aproximadamente 7 volúmenes)
Suplemento, documentos sobre Bach (9 volúmenes)
Cada volumen de música contiene un prefacio y una selección de facsímiles de sus fuentes. Para cada volumen, un informe crítico separado describe todas las fuentes de una obra y su interdependencia, presenta toda la información fiable sobre la historia de la composición y habla de asuntos editoriales. Los fragmentos de composiciones fueron publicados junto con obras completas.

## Historia
En 1950, las conmemoraciones del bicentenario de la muerte de Bach en Gotinga y Leipzig condujeron a la iniciativa para publicar sus obras completas en una edición científica crítica. Musicólogos como Friedrich Blume, Max Schneider, Friedrich Smend y Heinrich Besseler, y patrocinadores como Bernhard Sprengel y Otto Benecke hicieron posible el proyecto, apoyado por el editor Karl Vötterle.
La Neue Bachgesellschaft recomendó realizar el proyecto como una aventura conjunta de musicólogos en Gotinga, entonces Alemania Occidental, y Leipzig, entonces República Democrática Alemana, para acentuar que el patrimonio cultural común era indivisible. El Bach-Archiv Leipzig y el Johann-Sebastian-Bach-Institut Göttingen colaboraron, sus directores Werner Neumann y Alfred Dürr hicieron de la edición nueva el proyecto de su vida. Los editores fueron Bärenreiter en Kassel, escogidos en 1951 por el Gobierno Federal, y de 1954 el Deutscher Verlag für Musik, un editor nuevo en Leipzig, que estuvo implicado hasta la reunificación de Alemania.
Inicialmente, se estimó que la edición duraría de 15 a 20 años, pero el trabajo científico con las fuentes requirió mucho más tiempo del previsto. Los primeros volúmenes aparecieron en 1954. La edición estuvo completada en junio de 2007.

## Relevancia
La Neue Bach-Ausgabe presenta una versión fiable de la música de Bach, tanto para científicos como intérpretes. Sus métodos filológicos estrictos fueron ejemplares para ediciones científicas críticas en la segunda mitad del siglo XX. 
Durante la preparación de la NBA, se encontraron composiciones perdidas, mientras que se demostró que algunas de las composiciones conocidas no eran obras de Bach. El examen de las fuentes corrigió la cronología de sus composiciones.

## Revisión
En febrero de 2010, el Bach-Archiv Leipzig y el editor anunciaron una revisión de volúmenes simples, para incluir fuentes y hallazgos recientes. El primero en ser publicado fue la Misa en si menor (actualizando el segundo volumen de la NBA).
Se planean unos 15 volúmenes más, incluyendo las Cantatas de Weimar (cinco obras), la Pasión según san Juan, los motetes, las sonatas de violín, las suites para violonchelo y otros.

## Premios
En 2001, la Asociación alemana de editores de música (Deutscher Musikverlegerverband) otorgó un premio especial a la Neue Bach-Ausgabe en reconocimiento de sus logros editoriales.